# 小金刚鹦鹉属
小金刚鹦鹉属（学名：Primolius）是鹦鹉科下的一个属。

## 下属物种
本属包括以下物种：
- 金领金刚鹦鹉 Primolius auricollis (Cassin, 1853)
- 蓝头金刚鹦鹉 Primolius couloni (P.L.Sclater, 1876)
- 藍翅金剛鸚鵡 Primolius maracana (Vieillot, 1816)